# Clubiona ogatai
Clubiona ogatai är en spindelart som beskrevs av Ono 1995. Clubiona ogatai ingår i släktet Clubiona och familjen säckspindlar. Inga underarter finns listade i Catalogue of Life.